# Erholungspark Hartensbergsee
Der Erholungspark Hartensbergsee ist ein Park mit einem Binnensee in der Gemeinde Goldenstedt im Landkreis Vechta, Niedersachsen.

## Beschreibung und Geschichte
Zum Erholungspark gehören der 7 ha große Badesee, der Zeltplatz Huntetal und eine Freilichtbühne. Die Planung und Realisierung erfolgte durch das Ingenieur- und Architekturbüro Mumm aus Wildeshausen. Der Erholungspark Hartensbergsee wurde im Sommer 1980 vom damaligen Ministerpräsidenten Ernst Albrecht eröffnet. Im Frühjahr 2007 wurde der Park, trotz weit unterstützter Unterschriftenaktion, vom zuständigen Gäste- und Touristikverein Goldenstedt eingezäunt. An "Sommertagen" wird seitdem Eintritt verlangt.
Mittelpunkt des Erholungsparks ist der See. Ungefähr die Hälfte des Sees ist von einem Sandstrand umgeben. Vor allem in den Sommermonaten ist der See von Tagestouristen gut besucht. Der See ist von hohen Bäumen umgeben und hat große Liegewiesen.
Seit 2005 existiert am Hartensbergsee das HIZ (Hunte Informations Zentrum). Dieses Ausstellungsgebäude vermittelt den Besuchern einen Überblick über den Fluss Hunte. Es wird sowohl über die Flussgeschichte als auch über Flora und Fauna umfassend informiert. Anhand vieler Exponate kann sich der Besucher ein Bild über den Fluss und dessen Ökosystem machen.

## Sommerprogramm
Seit 2006 wird alljährlich eine Papierbootregatta auf dem Gelände des Hartensbergsees veranstaltet. Am zweiten Augustwochenende wird dieses Event vom örtlichen Schalke-Fanclub Blue-White Indians unter dem Namen „Papp-Regatt“ organisiert und durchgeführt. Seit 2012 findet dort jetzt das Familienfest am Hartensbergsee statt, in dem die Papierbootregatta das Highlight der Veranstaltung bildet. Unter Mithilfe des Gemeinde-Jugend-Rings, der Gemeinde Goldenstedt, dem GUT und weiterer Sponsoren entwickelt sich diese Veranstaltung zu einem festen Bestandteil im Rahmen des Goldenstedter Sommerprogramms.
Des Weiteren findet seit 2013 ein Elektro-Festival auf dem Gelände des Hartensbergsees statt.

## Bildergalerie

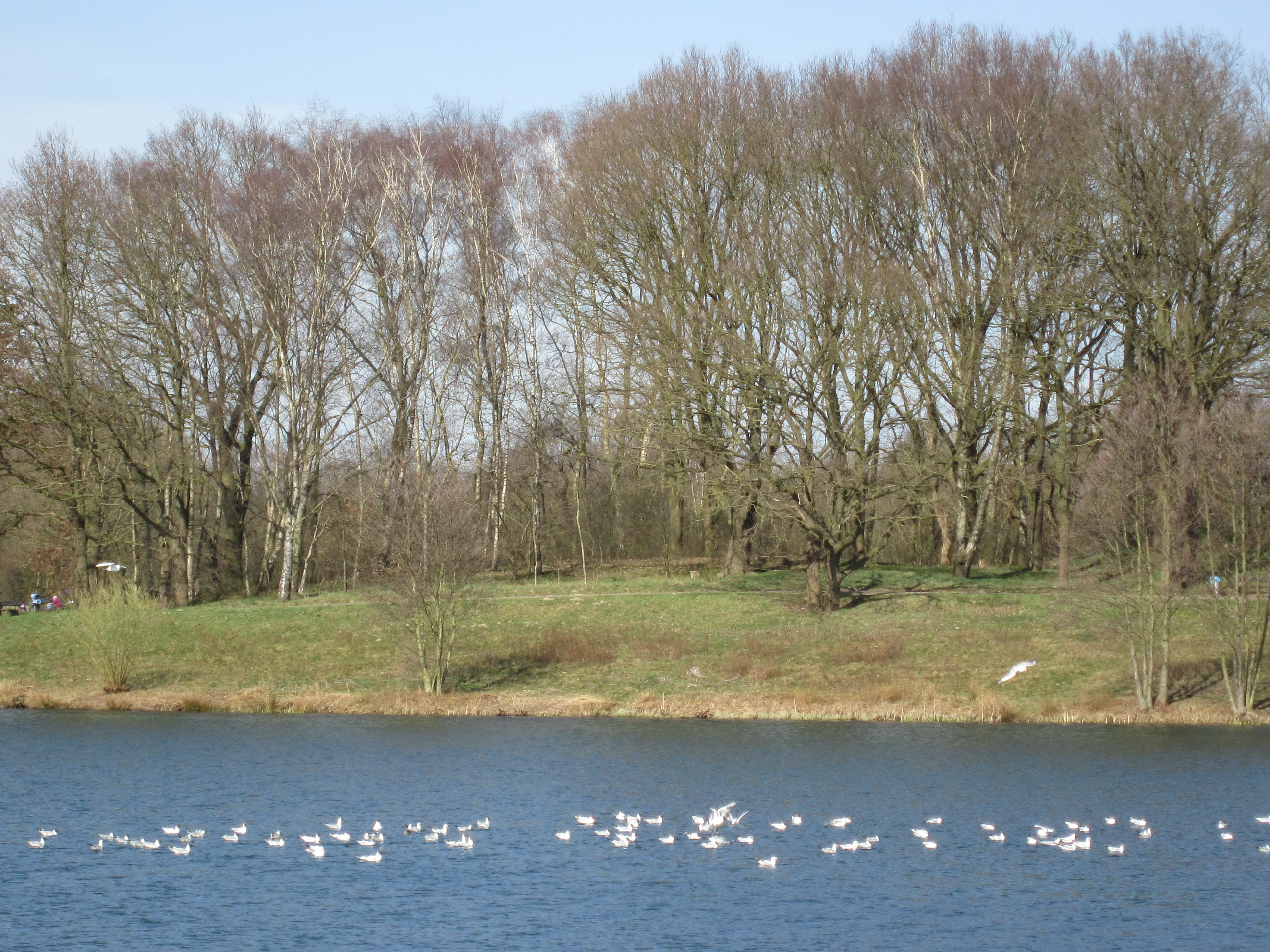
Ostseite des Hartensbergsees
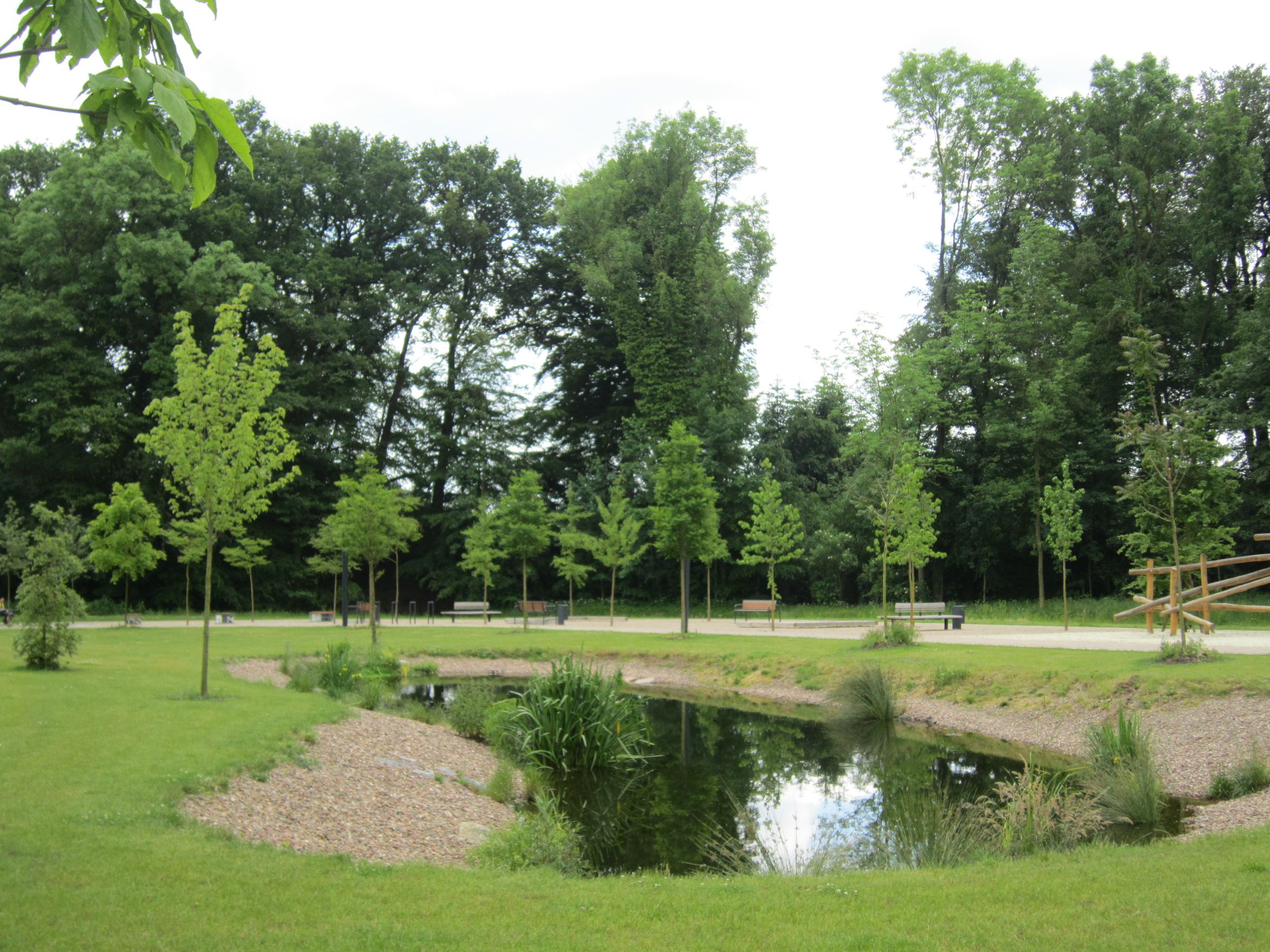
2014 eingerichteter Mehrgenerationenpark in der Nähe des Sees